# Mount Noyes
Mount Noyes är ett berg i Kanada.   Det ligger i provinsen Alberta, i den centrala delen av landet, 3 000 km väster om huvudstaden Ottawa. Toppen på Mount Noyes är 2 993 meter över havet, eller 101 meter över den omgivande terrängen. Bredden vid basen är 0,25 km.
Terrängen runt Mount Noyes är bergig åt sydväst, men åt nordost är den kuperad.Trakten runt Mount Noyes är nära nog obefolkad, med mindre än två invånare per kvadratkilometer.. Det finns inga samhällen i närheten. 
I omgivningarna runt Mount Noyes växer i huvudsak barrskog.